# Margo Guryan
Margo Guryan (Nova Iorque, 20 de setembro de 1937 - 8 de novembro de 2021) foi uma cantora e compositora estadunidense. Mistura elementos do pop, folk e jazz. Ela é mais conhecida por seu álbum de 1968, Take a Picture. Suas canções foram gravadas por Mama Cass, Glen Campbell e Astrud Gilberto, entre outros.

## História
Margo Guryan cresceu nos subúrbios de Nova Iorque e desde cedo se interessou por música. Na Universidade de Boston, ela estudou piano clássico e jazz, tendo como ídolos músicos como Max Roach e Bill Evans. Ela começou como uma jazzista até que, por meio de um amigo, conheceu a música God Only Knows do álbum Pet Sounds dos Beach Boys. De acordo com Guryan,
"Eu achei simplesmente maravilhoso. Eu comprei o disco e o toquei milhões de vezes, então, sentei e escrevi Think of Rain. Foi desse jeito mesmo que eu comecei a compor daquela forma. Eu simplesmente decidi que era melhor do que estava acontecendo no jazz."
Em 1968, ela lançou o álbum Take A Picture. Take A Picture era um álbum alegre, cheio de melodias pop coloridas por uma influência de jazz. Todavia, devido à recusa de Guryan sair em turnê, o álbum foi pouco promovido e não causou impacto. Resignada, Guryan retirou-se da cena profissional e tornou-se professora de música.
Recentemente, contudo, ressurgiu notavelmente o interesse pelo seu trabalho nos anos 1960 - o suficiente para fazer o Take A Picture ser relançado em 2000 por Franklin Castle Records. Além disso, uma coletânea de demos intitulada 25 Demos tornou-se disponível. Em 2006, a música Take A Picture foi usada numa propaganda de celular com câmera.
Margo faleceu em 8 de novembro de 2021, aos 84 anos.

## Discografia
- Take a Picture - 1968
- 25 Demos - 2001